# Tanytarsus inextentus
Tanytarsus inextentus är en tvåvingeart som beskrevs av Frederick Askew Skuse 1889. Tanytarsus inextentus ingår i släktet Tanytarsus och familjen fjädermyggor. Inga underarter finns listade i Catalogue of Life.